# Vader Abraham/Diskografie
Diese Diskografie ist eine Übersicht über die musikalischen Werke des niederländischen Sängers Pierre Kartner alias Vader Abraham. Den Schallplattenauszeichnungen zufolge hat er bisher mehr als 1,9 Millionen Tonträger verkauft. Seine erfolgreichsten Veröffentlichungen sind das Album Vader Abraham im Land der Schlümpfe und die Single Das Lied der Schlümpfe mit je über 500.000 verkauften Einheiten.

## Alben

### Studioalben
| Jahr | Titel                                         | Höchstplatzierung, Gesamtwochen/‑monate, AuszeichnungChartplatzierungen (Jahr, Titel, Platzierungen, Wochen/Monate, Auszeichnungen, Anmerkungen) | Höchstplatzierung, Gesamtwochen/‑monate, AuszeichnungChartplatzierungen (Jahr, Titel, Platzierungen, Wochen/Monate, Auszeichnungen, Anmerkungen) | Höchstplatzierung, Gesamtwochen/‑monate, AuszeichnungChartplatzierungen (Jahr, Titel, Platzierungen, Wochen/Monate, Auszeichnungen, Anmerkungen) | Höchstplatzierung, Gesamtwochen/‑monate, AuszeichnungChartplatzierungen (Jahr, Titel, Platzierungen, Wochen/Monate, Auszeichnungen, Anmerkungen) | Höchstplatzierung, Gesamtwochen/‑monate, AuszeichnungChartplatzierungen (Jahr, Titel, Platzierungen, Wochen/Monate, Auszeichnungen, Anmerkungen) | Anmerkungen                                                                |
| Jahr | Titel                                         | DE | AT | CH | UK | NL | Anmerkungen                                                                |
| ---- | --------------------------------------------- | --- | --- | --- | --- | --- | -------------------------------------------------------------------------- |
| 1972 | Vader Abraham en Zijn Goede Zonen             | — | — | — | — | NL7 (2 Wo.)NL | Erstveröffentlichung: 11. April 1972 als Vader Abraham en Zijn Goede Zonen |
| 1976 | Als je wilt weten wie ik ben                  | — | — | — | — | NL20 (1 Wo.)NL |                                                                            |
| 1977 | In Smurfenland                                | — | — | — | — | NL1 (23 Wo.)NL | Erstveröffentlichung: 1. November 1977                                     |
| 1978 | Vader Abraham im Land der Schlümpfe           | DE3 Platin · (34 Wo.)DE | AT3 (8 Mt.)AT | — | — | — | Erstveröffentlichung: 5. März 1978 deutsche Version von In Smurfenland     |
| 1978 | Father Abraham in Smurfland                   | — | — | — | UK19 Gold · (11 Wo.)UK | — | englische Version von In Smurfenland                                       |
| 1979 | Kerstfeest met Vader Abraham                  | — | — | — | — | NL20 (3 Wo.)NL |                                                                            |
| 1981 | Vader Abraham en de wonderlijke Wuppie wereld | — | — | — | — | NL24 (7 Wo.)NL |                                                                            |
| 1990 | Together Forever                              | — | — | — | — | NL36 (13 Wo.)NL | als Vader Abraham en De Smurfen                                            |
| 1993 | Vader Abraham Totaal                          | — | — | — | — | NL58 (10 Wo.)NL | Erstveröffentlichung: Juli 1993                                            |
| 1994 | Lach naar de wolken                           | — | — | — | — | NL59 (5 Wo.)NL | als Pierre Kartner                                                         |

grau schraffiert: keine Chartdaten aus diesem Jahr verfügbar
Weitere Studioalben
| - 1973: Terugkijken (als Pierre Kartner) - 1973: Zo is het leven - 1974: Samen jong, samen oud - 1974: De houden hits van Vader Abraham (3 LPs) - 1976: Mooi Griekenland - 1976: Hilfe, die Schlümpfe kommen – Wie die Schlümpfe Schlagerstars wurden (Hörspiel, mit Peter Lach) - 1978: Au pays des Schtroumpfs (französische Version von In Smurfenland) - 1978: Smurferna och Fader Abraham (schwedische Version von In Smurfenland) - 1978: En el país de Los Pitufos (spanische Version von In Smurfenland) - 1978: In gedachten zie ik ’t kerkje weer - 1978: Zo zal het altijd zijn - 1979: El Padre Abraham y sus Pitufos | - 1979: Bedankt Vader Abraham (2 LPs) - 1979: Die glücklichen Jahre - 1981: Vader Abraham und die Wuppies - 1982: Ring, Ring (als Padre Abraham & los Pitufos) - 1983: El Padre Abraham y los Wuppies - 1985: Vader Abraham & seine Funny Puppies - 1985: Dierenmanieren 1 - 1990: Schlumpfenland Wunderland - 1990: 14 feest suksessen van Vader Abraham - 1991: El Padre Abraham y Sus Pitufos - 1991: Neue Lieder aus dem Schlumpfenland - 1992: Die Lieder der Mumins |

### Kompilationen
| Jahr | Titel                                  | Höchstplatzierung, Gesamtwochen, AuszeichnungChartplatzierungen (Jahr, Titel, Platzierungen, Wochen, Auszeichnungen, Anmerkungen) | Höchstplatzierung, Gesamtwochen, AuszeichnungChartplatzierungen (Jahr, Titel, Platzierungen, Wochen, Auszeichnungen, Anmerkungen) | Höchstplatzierung, Gesamtwochen, AuszeichnungChartplatzierungen (Jahr, Titel, Platzierungen, Wochen, Auszeichnungen, Anmerkungen) | Höchstplatzierung, Gesamtwochen, AuszeichnungChartplatzierungen (Jahr, Titel, Platzierungen, Wochen, Auszeichnungen, Anmerkungen) | Höchstplatzierung, Gesamtwochen, AuszeichnungChartplatzierungen (Jahr, Titel, Platzierungen, Wochen, Auszeichnungen, Anmerkungen) | Anmerkungen                         |
| Jahr | Titel                                  | DE | AT | CH | UK | NL | Anmerkungen                         |
| ---- | -------------------------------------- | --- | --- | --- | --- | --- | ----------------------------------- |
| 1995 | 25 jaar: Zijn 36 grootste successen    | — | — | — | — | NL68 (6 Wo.)NL |                                     |
| 2000 | 30 jaar Vader Abraham                  | — | — | — | — | NL88 (2 Wo.)NL |                                     |
| 2015 | Gefeliciteerd Vader Abraham! – 80 Jaar | — | — | — | — | NL17 (7 Wo.)NL | Erstveröffentlichung: 4. April 2015 |

Weitere Kompilationen
| - 1974: Den Uyl is in den Olie (mit Boer Koekoek) - 1976: Leger van werkelozen - 1976: De beste van Vader Abraham - 1981: Jij en ik blijven bestaan - 1987: 14 beste van Vader Abraham - 1988: De 14 Beste van Vader Abraham – Jij en ik blijven bestaan - 1988: De 20 beste van Vader Abraham – Jij en ik blijven bestaan (2 LPs) - 1992: Het beste van Vader Abraham | - 1997: Een rondje feest met … - 1998: Vader Abraham • 1 - 1998: Vader Abraham • 2 - 1998: Vader Abraham • 3 - 1999: Vader Abraham • 4 - 1999: Vader Abraham • 5 - 2000: Vader Abraham • 6 - 2008: Vader Abraham |

## Singles
| Jahr | Titel Album                                                   | Höchstplatzierung, Gesamtwochen/‑monate, AuszeichnungChartplatzierungen (Jahr, Titel, Album, Platzierungen, Wochen/Monate, Auszeichnungen, Anmerkungen) | Höchstplatzierung, Gesamtwochen/‑monate, AuszeichnungChartplatzierungen (Jahr, Titel, Album, Platzierungen, Wochen/Monate, Auszeichnungen, Anmerkungen) | Höchstplatzierung, Gesamtwochen/‑monate, AuszeichnungChartplatzierungen (Jahr, Titel, Album, Platzierungen, Wochen/Monate, Auszeichnungen, Anmerkungen) | Höchstplatzierung, Gesamtwochen/‑monate, AuszeichnungChartplatzierungen (Jahr, Titel, Album, Platzierungen, Wochen/Monate, Auszeichnungen, Anmerkungen) | Höchstplatzierung, Gesamtwochen/‑monate, AuszeichnungChartplatzierungen (Jahr, Titel, Album, Platzierungen, Wochen/Monate, Auszeichnungen, Anmerkungen) | Anmerkungen                                                                          |
| Jahr | Titel Album                                                   | DE | AT | CH | UK | NL | Anmerkungen                                                                          |
| ---- | ------------------------------------------------------------- | --- | --- | --- | --- | --- | ------------------------------------------------------------------------------------ |
| 1971 | Heb je nog een bloemetje voor m’n knoopsgat, schat? –         | — | — | — | — | NL20 (5 Wo.)NL | Erstveröffentlichung: Januar 1971 als Toon & Herman                                  |
| 1971 | Vader Abraham had 7 Zonen –                                   | — | — | — | — | NL11 (4 Wo.)NL | Vader Abraham met z’n zeven zonen                                                    |
| 1971 | Baaie, baaie, pootje baaien –                                 | — | — | — | — | NL34 (2 Wo.)NL | Vader Abraham met zijn zeven zonen                                                   |
| 1971 | Zou het erg zijn lieve opa –                                  | — | — | — | — | NL1 (15 Wo.)NL | Wilma Landkroon met Vader Abraham                                                    |
| 1971 | Jij en ik blijven bestaan (de wereld zal toch ooit vergaan) – | — | — | — | — | NL10 (10 Wo.)NL | Vader Abraham met zijn goede zonen                                                   |
| 1972 | Olleke bolleke –                                              | — | — | — | — | NL2 (7 Wo.)NL | Vader Abraham met zijn goede zonen                                                   |
| 1972 | Ajax, leve Ajax! –                                            | — | — | — | — | NL25 (4 Wo.)NL | Vader Abraham met zijn goede zonen                                                   |
| 1972 | Zo is het leven –                                             | — | — | — | — | NL20 (7 Wo.)NL |                                                                                      |
| 1972 | Veronica 538 –                                                | — | — | — | — | NL9 (9 Wo.)NL | Vader Abraham met zijn goede zonen, Jacques Herb en de Makkers                       |
| 1973 | Uche uche –                                                   | — | — | — | — | NL6 (7 Wo.)NL | Vader Abraham met zijn goede zonen                                                   |
| 1973 | Bedankt lieve ouders –                                        | — | — | — | — | NL18 (8 Wo.)NL |                                                                                      |
| 1973 | Haremlied –                                                   | — | — | — | — | NL21 (5 Wo.)NL | Vader Abraham met zijn goede zonen                                                   |
| 1973 | Kinderogen –                                                  | — | — | — | — | NL13 (7 Wo.)NL |                                                                                      |
| 1974 | Ay-Ay-Ay Don José –                                           | — | — | — | — | NL19 (6 Wo.)NL | Vader Abraham Show Orkest                                                            |
| 1974 | Den Uyl is in den olie –                                      | — | — | — | — | NL1 (8 Wo.)NL | Vader Abraham en Boer Koekoek m. m. v Kinderkoor de Makkertjes                       |
| 1974 | Koekoeroekoekoe Paloma –                                      | — | — | — | — | NL19 (6 Wo.)NL | Vader Abraham Show Orkest                                                            |
| 1974 | In de C-klasse –                                              | — | — | — | — | NL19 (7 Wo.)NL |                                                                                      |
| 1974 | Geven voor leven –                                            | — | — | — | — | NL19 (5 Wo.)NL |                                                                                      |
| 1975 | Hoera retteketet (een hoeraatje voor het kabinet) –           | — | — | — | — | NL28 (3 Wo.)NL |                                                                                      |
| 1975 | Zomertijd –                                                   | — | — | — | — | NL14 (7 Wo.)NL | Mieke en Vader Abraham                                                               |
| 1976 | In ’t kleine café aan de haven Als je wilt weten wie ik ben   | — | — | — | — | NL16 (8 Wo.)NL |                                                                                      |
| 1976 | Het leger van werkelozen –                                    | — | — | — | — | NL10 (7 Wo.)NL | Vader Abraham & Mieke & De Kermisklanten en Weesper Mannenkoor                       |
| 1976 | Als je wilt weten wie ik ben –                                | — | — | — | — | NL28 (4 Wo.)NL |                                                                                      |
| 1976 | Mooi Griekenland –                                            | — | — | — | — | NL24 (6 Wo.)NL |                                                                                      |
| 1977 | Adeile –                                                      | — | — | — | — | NL23 (4 Wo.)NL |                                                                                      |
| 1977 | Sta even stil –                                               | — | — | — | — | NL23 (4 Wo.)NL |                                                                                      |
| 1977 | ’t Smurfenlied –                                              | — | — | — | — | NL1 (17 Wo.)NL |                                                                                      |
| 1978 | Smurfenbier –                                                 | — | — | — | — | NL5 (6 Wo.)NL |                                                                                      |
| 1978 | Das Lied der Schlümpfe Vader Abraham im Land der Schlümpfe    | DE1 Platin · (48 Wo.)DE | AT2 (8 Mt.)AT | CH3 (14 Wo.)CH | — | — |                                                                                      |
| 1978 | The Smurf Song –                                              | — | — | — | UK2 Gold · (17 Wo.)UK | — | Father Abraham and the Smurfs                                                        |
| 1978 | Mary Rose –                                                   | — | — | — | — | NL20 (7 Wo.)NL |                                                                                      |
| 1978 | Was wird sein, fragt der Schlumpf –                           | DE4 (26 Wo.)DE | AT4 (4 Mt.)AT | CH6 (7 Wo.)CH | — | — | Erstveröffentlichung: August 1978                                                    |
| 1978 | Dippety Day –                                                 | — | — | — | UK13 Gold · (12 Wo.)UK | — | Erstveröffentlichung: 15. September 1978 Father Abraham and the Smurfs               |
| 1978 | Als je weggaat / Kleine Fische werden groß –                  | — | — | — | — | NL34 (3 Wo.)NL |                                                                                      |
| 1978 | Christmas In Smurfland –                                      | — | — | — | UK19 (7 Wo.)UK | — | Erstveröffentlichung: 24. November 1978 Father Abraham and the Smurfs                |
| 1979 | Nee daar trappen we niet in –                                 | — | — | — | — | NL17 (5 Wo.)NL | Erstveröffentlichung: Januar 1979 Vader Abraham met de Ruimtesmurfen m. m. v. 5 P.K. |
| 1979 | 999 –                                                         | — | — | — | — | NL37 (3 Wo.)NL | Vader Abraham & 5 P.K.                                                               |
| 1980 | Laat de Russen maar komen / Aa’me hoelala –                   | — | — | — | — | NL19 (4 Wo.)NL |                                                                                      |
| 1980 | Bedankt piraten –                                             | — | — | — | — | NL38 (3 Wo.)NL |                                                                                      |
| 1981 | Vrede –                                                       | — | — | — | — | NL29 (3 Wo.)NL | Vader Abraham & Donna Lynton; m. m. v. het koor „Standfaste“                         |
| 1981 | Wij zijn de wuppies –                                         | — | — | — | — | NL21 (6 Wo.)NL | Vader Abraham en de Wuppies                                                          |
| 1982 | In het zuiden –                                               | — | — | — | — | NL32 (3 Wo.)NL |                                                                                      |
| 1985 | Brinkman, minister Brinkman…… –                               | — | — | — | — | NL15 (6 Wo.)NL |                                                                                      |
| 1990 | Op de deksel van de jampot… –                                 | — | — | — | — | NL28 (6 Wo.)NL |                                                                                      |
| 1990 | Doe mij maar na –                                             | — | — | — | — | NL37 (3 Wo.)NL | Vader Abraham en de Smurfen                                                          |
| 1992 | Vandaag zal heel de wereld even anders zijn –                 | — | — | — | — | NL27 (4 Wo.)NL |                                                                                      |
| 1992 | Dicht bij elkaar –                                            | — | — | — | — | NL36 (3 Wo.)NL | Vader Abraham & Carry Tefsen                                                         |
| 1993 | Mien, laat de liefde aan me zien –                            | — | — | — | — | NL26 (4 Wo.)NL |                                                                                      |
| 1996 | Als je inlegkruisje maar goed zit –                           | — | — | — | — | NL27 (3 Wo.)NL |                                                                                      |
| 1996 | Nu zijn we alle twee artiesten –                              | — | — | — | — | NL16 (4 Wo.)NL | Frans Bauer & Vader Abraham                                                          |
| 1998 | Adios mijn vriend –                                           | — | — | — | — | NL31 (2 Wo.)NL | Corry Konings & Vader Abraham                                                        |

grau schraffiert: keine Chartdaten aus diesem Jahr verfügbar
Weitere Singles
| - 1966: Gebeurtenissen (als Pierre Kartner) - 1966: Ik wil nog even met je praten (als Pierre Kartner) - 1966: Hé troubadour (als Pierre Kartner) - 1966: Helden zonder monument (als Pierre Kartner) - 1968: Ik ben al ’n tijd mijn geheugen kwijt (als Pierre Kartner) - 1972: Wat zien ik! (mit Zijn Goede Zonen) - 1973: Marie (als Pierre Kartner) - 1973: Autoloze zondag (Pierre Kartner m.m.v. De Makkers) - 1973: In ’n klas met kleine kleuters - 1973: Wat een prachtige dag - 1974: Den uyl is in den olie (mit Boer Koekoek) - 1975: Du willst alt werden - 1975: Wat kunnen we toch lief zijn - 1975: Camp / Sarie Marijs - 1976: Niet Elke Oester heeft een parel (mit Mieke) - 1977: Kleine Fische werden groß - 1977: Oh Mario - 1977: So’n alter Schunkelwalzer - 1977: Au pays des Schtroumpfs - 1978: La cancion de Los Pitufos (als Padre Abraham) - 1979: Gute Nacht (und die Wuppies) - 1979: Desfilan los Pitufos (als Padre Abraham) - 1979: Ring Ring Ring - 1979: Boote ohne Hafen (und der Erste Vietnamesische Flüchtlingschor) - 1979: Hij was goed voor z’n moeder - 1979: Kleine Fische werden groß - 1980: Mijn dorpje Elst bij Nijmegen - 1980: De havens van Rotterdam - 1980: Veo, veo (Padre Abraham y sus Pitufos) - 1981: Slaap maar zacht (und die Wuppies) - 1981: In het zuiden | - 1982: We hebben allemaal een neus - 1983: Vacaciones con los Wuppies (und die Wuppies) - 1982: Vraag ’t aan de dieren (als Pierre Kartner) - 1983: Je zit op rozen - 1984: Musica (als Pierre Kartner) - 1983: De Fanfare - 1984: Ik leef om te leven - 1985: In de Sportvisser - 1985: Wij zijn de Funny Puppies - 1985: Het derde been van Vandersteen - 1986: Ik breng geen bloemen voor je mee … (mit Barry Hughes) - 1986: Hoort mij aan pessimisten (Pierre & Imca) - 1986: Oh Bernadine (als Pierre Kartner) - 1986: Hello Mary Lou (als Pierre Kartner) - 1986: Wir sind die Neun von Holliput (Vader Abraham & seine Funny Puppies) - 1987: Het Apenlied - 1987: Dan is er nog hoop (mit Ria Valk) - 1987: Ik ben nog steeds verliefd op jou - 1988: Sjaan, je moet vanavond maar niet wachten - 1989: De kinderen hebben vragen - 1990: Als vader mag je best wel even huilen - 1990: Door jou heb ik ’s nachts koude voeten - 1992: Eén lucifer - 1992: Die Lieder der Mumins - 1993: Kleine meisjes worden groot - 1996: Wenn die Slipeinlage nur gut sitzt - 1997: Met z’n allen Montignacen - 2000: Tussen kroegen en kerken - 2005: Het moederlied (mit Wesley) - 2005: Dan zingen we 1, 2, 3 (Waar zou toch de zevende hemel zijn?) - 2005: Het Smurfenlied (Dynamite feat. Vader Abraham) |

### Videoalben
- 2004: Als je wilt weten wie ik ben …

## Statistik

### Chartauswertung
|                     | DE    | AT    | CH    | UK    | NL     |
| ------------------- | ----- | ----- | ----- | ----- | ------ |
| Nummer-eins-Alben   | DE—DE | AT—AT | CH—CH | UK—UK | NL1NL  |
| Top-10-Alben        | DE1DE | AT1AT | CH—CH | UK—UK | NL1NL  |
| Alben in den Charts | DE1DE | AT1AT | CH—CH | UK1UK | NL11NL |

|                       | DE    | AT    | CH    | UK    | NL     |
| --------------------- | ----- | ----- | ----- | ----- | ------ |
| Nummer-eins-Singles   | DE1DE | AT—AT | CH—CH | UK—UK | NL3NL  |
| Top-10-Singles        | DE2DE | AT2AT | CH2CH | UK1UK | NL9NL  |
| Singles in den Charts | DE2DE | AT2AT | CH3CH | UK3UK | NL46NL |

### Auszeichnungen für Musikverkäufe
| Goldene Schallplatte - Kanada - 1982: für das Album Father Abraham in Smurfland |

Anmerkung: Auszeichnungen in Ländern aus den Charttabellen bzw. Chartboxen sind in ebendiesen zu finden.
| Land/RegionAuszeichnungen für Musikverkäufe (Land/Region, Auszeichnungen, Verkäufe, Quellen) | Gold     | Platin     | Verkäufe  | Quellen           |
| -------------------------------------------------------------------------------------------- | -------- | ---------- | --------- | ----------------- |
| Deutschland (BVMI)                                                                           | —        | 2× Platin2 | 1.000.000 | musikindustrie.de |
| Kanada (MC)                                                                                  | Gold1    | —          | 50.000    | musiccanada.com   |
| Vereinigtes Königreich (BPI)                                                                 | 3× Gold3 | —          | 900.000   | bpi.co.uk         |
| Insgesamt                                                                                    | 4× Gold4 | 2× Platin2 |           |                   |